# صناعة السيارات في إفريقيا
تتوفر بعض دول القارة الأفريقية على العديد من مركبات السيارت والشاحنات والحافلات من العلامات العالمية من بينهم سيارات سياحية (Véhicules de tourisme) و سيارات نفعية (Véhicules utilitaire) و شاحنات (Camions) و حافلات (Autocars-Autobus) يتم تركيبها للاسواق الداخلية وإلى التصدير إلى الخارج.
ومن بين العلامات التي يتم تصنيعها في القارة الأفريقية نجد من بينهم العلامات الكبرى مثل علامة فولكس فاجن، و مرسيدس-بنز، و تويوتا، وهيونداي موتور، ونيسان موتورز، وكيا، وجنرال موتورز، وسوزوكي، وبيجو ومجموعة رينو ...
قائمة الدول حسب عدد العلامات المصنعة في كل بلد إفريقي من السيارات والشاحنات والحافلات:

## [1]المغرب: صناعة السيارات - الشاحنات - الحافلات
| العلامات المصنعة     | عدد انواع المصنعة | الفئات المصنعة | القدرة الانتاجية سنويا | موقع المصنع          |
| -------------------- | ----------------- | -------------- | ---------------------- | -------------------- |
| داسيا Dacia          | 4                 | سياحية         | 000 375                | طنجة + الدار البيضاء |
| بيجو                 | ...               | سياحية         | 000 90 (سنة 2019)      | القنيطرة             |
| داسيا Dacia          | 4                 | سياحية         | 900 000                | طنجة + الدار البيضاء |
| بيجو                 | ...               | سياحية         | 500 000 (سنة 2019)     | القنيطرة             |
| فورد                 | ...               | سياحية ونفعية  | 000 110                | طنجة                 |
| مرسيدس-بنز           | ...               | سياحية         | 000 100                | طنجة                 |
| بي إم دبليو          | ...               | سياحية         | 000 60                 | القنيطرة             |
| فولكس فاجنVolkswagen | 1                 | سياحية         | 000 5                  | القنيطرة             |

## جنوب إفريقيا: صناعة السيارات - الشاحنات - الحافلات
| العلامات المصنعة | عدد انواع المصنعة | الفئات المصنعة | القدرة الانتاجية سنويا | موقع المصنع    |
| ---------------- | ----------------- | -------------- | ---------------------- | -------------- |
| تويوتا           | ...               | سياحية         | 000 200                | ديربان         |
| فولكس فاجن       | 2                 | سياحية         | 000 150                | Port Elizabeth |
| فورد             | ...               | سياحية ونفعية  | 000 110                | Gauteng        |
| مرسيدس-بنز       | ...               | سياحية         | 000 100                | East London    |
| جنرال موتورز     | ...               | سياحية         | 000 100                | Port Elizabeth |
| بي إم دبليو      | ...               | سياحية         | 000 60                 | Gauteng        |
| تاتا موتورز      | ...               | سياحية         | 000 4                  | ...            |
| إيفيكو           | ...               | شاحنات         | ...                    |                |

## مصر: صناعة السيارات - الشاحنات - الحافلات
| العلامات المصنعة            | عدد انواع المصنعة | الفئات المصنعة | القدرة الانتاجية سنويا | موقع المصنع       |
| --------------------------- | ----------------- | -------------- | ---------------------- | ----------------- |
| جنرال موتورز                | ...               | سياحية         | ...                    | محافظة الجيزة     |
| تويوتا                      | ...               | سياحية         | ...                    | محافظة الجيزة     |
| بي إم دبليو                 | ...               | سياحية         | ...                    | محافظة الجيزة     |
| نيسان موتورز                | ...               | سياحية         | ...                    | محافظة الجيزة     |
| تويوتا                      | ...               | سياحية         | ...                    | محافظة السويس     |
| مجموعة تشجيانغ جيلي القابضة | ...               | سياحية         | ...                    | محافظة الجيزة     |
| Zemex                       | ...               | سياحية         | ...                    | محافظة الإسكندرية |
| سوزوكي                      | ...               | سياحية         | ...                    | محافظة الجيزة     |
| Isuzu                       | ...               | سياحية         | ...                    | محافظة الجيزة     |

## نيجيريا: صناعة السيارات - الشاحنات - الحافلات
| العلامات المصنعة | عدد انواع المصنعة | الفئات المصنعة     | القدرة الانتاجية سنويا | موقع المصنع |
| ---------------- | ----------------- | ------------------ | ---------------------- | ----------- |
| IVM              | ...               | سياحية             | 000 4                  | Nnewi       |
| هوندا HONDA      | 1                 | سياحية             | 000 1                  | Ogun        |
| بيجو             | 2                 | سياحية             | 500 3                  | Kaduna      |
| MAN Truck        | ...               | الشاحنات والحافلات | 000 5                  | لاغوس       |
| Sinotruck        | ...               | الشاحنات           | 000 10                 | لاغوس       |
| Mitsubishi Fuso  | 1                 | الشاحنات           | 500                    | لاغوس       |

## إثيوبيا: صناعة السيارات - الشاحنات - الحافلات
| العلامات المصنعة            | عدد انواع المصنعة | الفئات المصنعة | القدرة الانتاجية سنويا | موقع المصنع |
| --------------------------- | ----------------- | -------------- | ---------------------- | ----------- |
| بيجو Peugeot                | 1                 | سياحية         | 000 2                  | Wukra       |
| كيا KIA                     | 1                 | سياحية         | 000 3                  | Adama       |
| مجموعة تشجيانغ جيلي القابضة | ...               | سياحية         | ...                    |             |
| FAW                         | ...               | سياحية         | ...                    |             |
| BYD                         | ...               | سياحية         | ...                    |             |
| MAN Truck                   | ...               | شاحنات         | ...                    |             |

## كينيا: صناعة السيارات - الشاحنات - الحافلات
| العلامات المصنعة     | عدد انواع المصنعة | الفئات المصنعة | القدرة الانتاجية سنويا | موقع المصنع |
| -------------------- | ----------------- | -------------- | ---------------------- | ----------- |
| فولكس فاجنVolkswagen | 1                 | سياحية         | 000 5                  | Nairobi     |
| بيجو Peugeot         | 1                 | سياحية         | 000 1                  | Nairobi     |

## رواندا: صناعة السيارات - الشاحنات - الحافلات
| العلامات المصنعة     | عدد انواع المصنعة | الفئات المصنعة | القدرة الانتاجية سنويا | موقع المصنع |
| -------------------- | ----------------- | -------------- | ---------------------- | ----------- |
| فولكس فاجنVolkswagen | 1                 | سياحية         | 000 5                  | Kigali      |

المصادر:
1 NAAMSA
2 CCFA
3 AUTOPLUS